# Tarrant Hinton
Tarrant Hinton – wieś w Anglii, w hrabstwie Dorset. Leży 34 km na północny wschód od miasta Dorchester i 153 km na południowy zachód od Londynu.